# Disturbios raciales de Baltimore de 1919
Los disturbios raciales de Baltimore de 1919 fueron una serie de disturbios ocurridos en Baltimore (Estados Unidos) el 11 de julio y el 1 y el 2 de octubre de 1919. Estos estaban relacionados con el Verano Rojo de ese año. A medida que más y más afroamericanos se mudaron del sur al norte industrial, comenzaron a mudarse a vecindarios predominantemente blancos. Este cambio en la demografía racial de las áreas urbanas aumentó la tensión racial que ocasionalmente se convirtió en disturbios civiles.

## Disturbio de julio
El informe de Haynes, como se resume en The New York Times, enumera un disturbio racial que tuvo lugar el 11 de julio.

## Disturbios de octubre
Otro disturbio racial en Baltimore ocurrió entre las 11 de la noche del 1 de octubre y las 2 de la madrugada del 2 de octubre. Es al final de los disturbios del Verano Rojo de 1919. Un pequeño grupo de soldados de Fort Meade (un periódico dice 4, otro 7) caminaba cerca de Eastern Avenue y Spring Street cuando una botella arrojada desde una casa golpeó a uno de ellos. "Los doughboys comenzaron a gritarles a los negros y desafiarlos a que dejaran sus casas". Se temía que se desarrollara una revuelta. Se llamó a la policía de Baltimore y obligaron a los soldados a abandonar el área.
Una hora después regresaron "con cincuenta o sesenta más" y comenzaron a disparar contra cualquier persona negra que encontraran. Cuando llegó la policía, dispararon a los soldados. Una llamada antidisturbios produjo "dos patrullas" de policías. Cuatro soldados fueron arrestados y los demás se retiraron. Regresaron media hora más tarde en mayor número y "cargaron por Eastern Avenue ". Fueron recibidos por la policía "con garrotes pesados". Se detuvo a dos soldados más y se restableció el orden.
El magistrado Gerecht en el Tribunal de Policía del Este de Baltimore ordenó a los seis hombres arrestados que pagaran pequeñas multas.

## Secuelas
Estos enfrentamientos formaron parte de los numerosos incidentes de disturbios civiles que comenzaron en el llamado Verano Rojo de 1919, que consistió en ataques a comunidades negras en más de tres docenas de ciudades y condados. En la mayoría de los casos, las turbas blancas atacaron los barrios negros. En algunos casos, grupos comunitarios negros resistieron los ataques, especialmente en Chicago y Washington D. C.. 
La mayoría de las muertes ocurrieron en áreas rurales durante eventos como el Elaine Race Riot en Arkansas, donde se estima que murieron entre 100 y 240 personas negras y 5 blancas. También ocurrieron en 1919 los disturbios raciales de Chicago de 1919 y los de Washington D. C. de 1919, en los que murieron 38 y 39 personas respectivamente.